# Monestir de San Pedro de Siresa
El monestir de San Pedro de Siresa es troba a la vall pirenaica d'Echo, a la població de Siresa i dins el terme de Valle de Hecho, província d'Osca (Aragó).
És una fundació molt antiga, possiblement visigòtica. La seva esplendor en època tan reculada segurament es va veure impulsat per la proximitat de la via romana que seguia la vall d'Echo, de Berdún fins a França, passant pel coll de Palo.
La primera notícia documental d'aquest centre es troba en una donació de terres efectuada el 833 per Galí I Garcés (comte d'Aragó entre el 833 i 844) i la seva esposa Guldegrut. Més endavant, en una visita del 852, hom esmenta l'esplendor del monestir i de la seva biblioteca. El 867, Galí I Asnar (successor de Galí I Garcés, comte d'Aragó entre el 844 i 867) li cedeix la vila d'Echo, cap de la vall.
El monestir també es va beneficiar de la restauració de l'antiga seu episcopal d'Osca, que havia desaparegut durant molt temps. Durant els anys següents (s. X) es van trobant donacions i confirmacions de propietats per part del poder.
L'expedició contra Pamplona d'Almansor (999) va despoblar, de retruc, el monestir de Siresa. El 1063 va passar a dependre de l'església de Jaca i més endavant, el 1077 s'hi va establir una comunitat de canonges que seguien la regla de sant Agustí. Llavors tenia la categoria de Capella Reial, independitzant-se en realitat de Jaca.
En aquest monestir es va educar Alfons I el Bataller (1073-1134), que un cop va esdevenir rei d'Aragó va confirmar (1113) els privilegis del monestir, a més d'atorgar-li altres propietats i beneficis.

## Arquitectura
És en aquesta època que, possiblement, s'aixeca bona part de l'església actual, reflex de l'època de bonança econòmica. L'edificació es reprèn a mitjans del mateix segle, però sembla que resta inacabada.
Es tracta d'una construcció de grans dimensions, de planta cruciforme i amb un únic absis. Aquesta església conserva restes de construccions preromàniques, als peus de la nau. En aquest sentit, cal destacar la massissa construcció que dona forma a la porta principal, exteriorment destaca un cos que s'avança del nivell de la façana, rematat amb una parella d'arcs de mig punt, i un petit campanar. Al timpà d'aquesta porta hi figura un crismó. Interiorment aquesta estructura suporta una tribuna elevada.
L'absis té tres obertures, que es combinen amb arcs cecs, interiorment i exterior. Conserva encara una part del seu mobiliari del qual cal destacar un Crist d'un davallament, possiblement del segle xii, una Mare de Déu del segle xiii i uns retaules gòtics dedicats a Sant Joan Evangelista, la Trinitat, Sant Esteve i Sant Jaume el Major.
Declarat Monument Nacional el 1931, des de llavors s'hi han dut a terme diverses campanyes de restauració. Ara és una església parroquial.

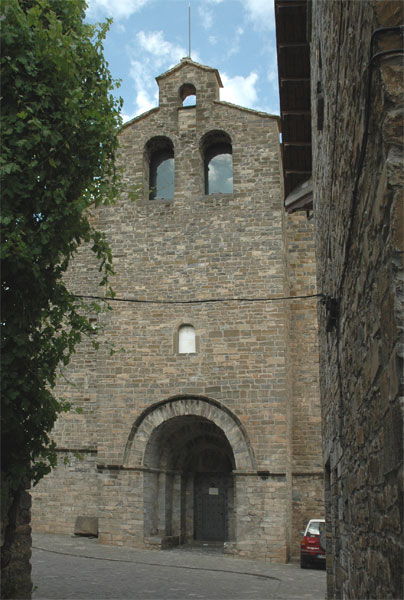
Façana principal
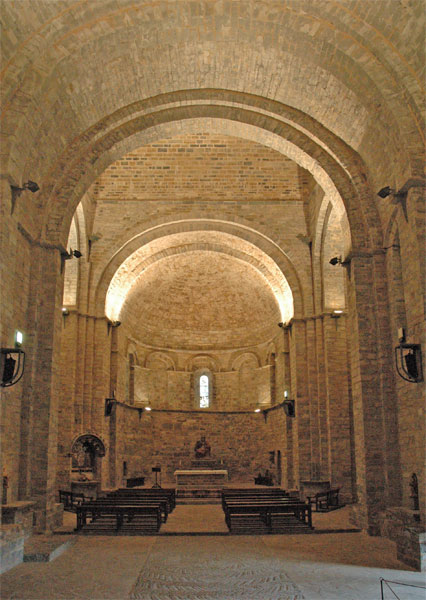
Interior
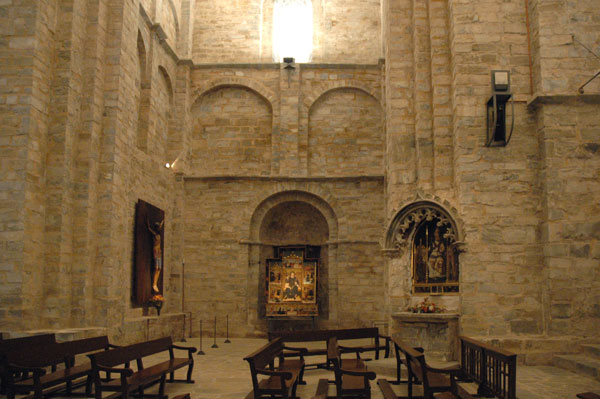
El creuer
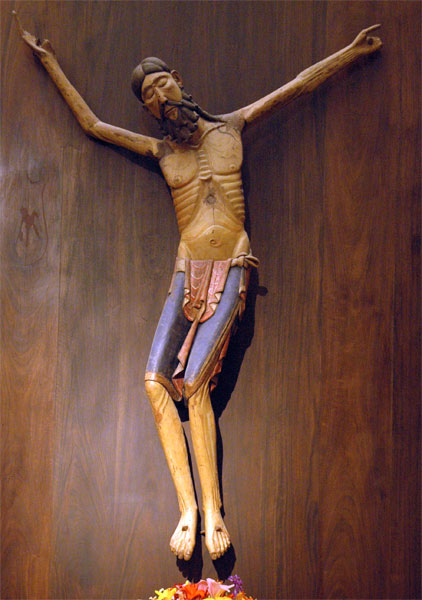
Crist d'un davallament
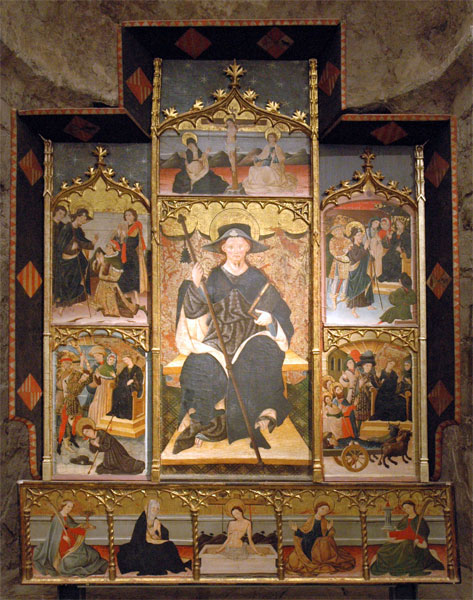
Retaule de Sant Jaume el Major